# White Esk
Der White Esk ist ein Wasserlauf in Dumfries and Galloway, Schottland. Er entsteht aus dem Zusammenfluss von Glendearg Burn und Tomleuchar Burn. Er fließt in südlicher Richtung bis zu seinem Zusammenfluss mit dem Black Esk zum River Esk südlich von Castle O’er.
Die Girdle Stanes (dt. Gürtelsteine) sind ein Steinkreis am White Esk, südlich von Eskdalemuir.